# Prognatorhynchus dubius
Prognatorhynchus dubius är en plattmaskart som beskrevs av Meixner 1929. Prognatorhynchus dubius ingår i släktet Prognatorhynchus, och familjen Gnathorhynchidae. Arten är reproducerande i Sverige.